# Cnaeus Papirius Carbo (consul en -113)
Pour les articles homonymes, voir Papirius Carbo et Carbon.
Cnaeus Papirius Carbo (francisé en Papirius Carbon) est un homme politique de la République romaine, consul en 113 av. J.-C. Attaquant par ruse les Teutons, il subit une lourde défaite à Noreia qui met fin à sa carrière.

## Famille
Il est membre des Papirii Carbones, branche de la gens Papiria. Il est le fils d'un Caius Papirius, le frère de Caius Papirius Carbo, consul en 120 av. J.-C., et le père de Cnaeus Papirius Carbo, trois fois consul de 85 à 82 av. J.-C.

## Biographie
Cnaeus Papirius Carbo est préteur au plus tard en 116 av. J.-C. selon les dispositions de la lex Villia. À l'issue de sa préture, il est probablement nommé gouverneur de la province d'Asie comme préteur ou propréteur. Antiochos VIII fait graver une inscription à son honneur à Délos.
Cnaeus Papirius Carbo devient consul en 113 av. J.-C., avec Caius Caecilius Metellus pour collègue.
Alors que Metellus part pour la Macédoine et mène une campagne en Thrace, Carbo est dépêché pour occuper les cols des Alpes afin d'empêcher les Teutons d'envahir l'Italie. En effet, ces derniers viennent d'occuper la Norique au nord. Avec d'autres peuples germains dont les Cimbres et les Ambrons, d’impressionnantes hordes descendent vers le sud depuis plusieurs mois. N'étant pas menacé, Carbo décide d'aller à leur encontre pour rappeler que ces terres sont occupées par des alliés de Rome qui ne tolèrera pas qu'on maltraite des peuples alliés. Une ambassade des Teutons déclare qu'ils ignoraient les traités d'alliance et qu'ils s'abstiendront de tout acte hostile contre ces populations. Carbo se montre satisfait, mais fait suivre les ambassadeurs par son armée afin de surprendre les Germains. Il parvient par cette ruse à attaquer les Teutons dans leur camp près de Noreia mais il subit une lourde défaite. Seuls le crépuscule et une tempête permettent à une partie de l'armée romaine de s'échapper, dont le consul,,.
La déroute de son armée met un terme à sa carrière politique.